# Терешівці
Тереші́вці — село в Україні, у Лісовогринівецькій сільській територіальній громаді Хмельницького району Хмельницької області. Населення становить 707 осіб.

## Відомі уродженці
- Мацьоха Михайло Маркович (* 1942) — заслужений працівник фізичної культури і спорту України, заслужений тренер СРСР, заслужений тренер України, почесний громадянин Хмельницького.
- Василь Мартинович Жоночин (Василь Шопінський) — український письменник і громадський діяч у США.

## Галерея

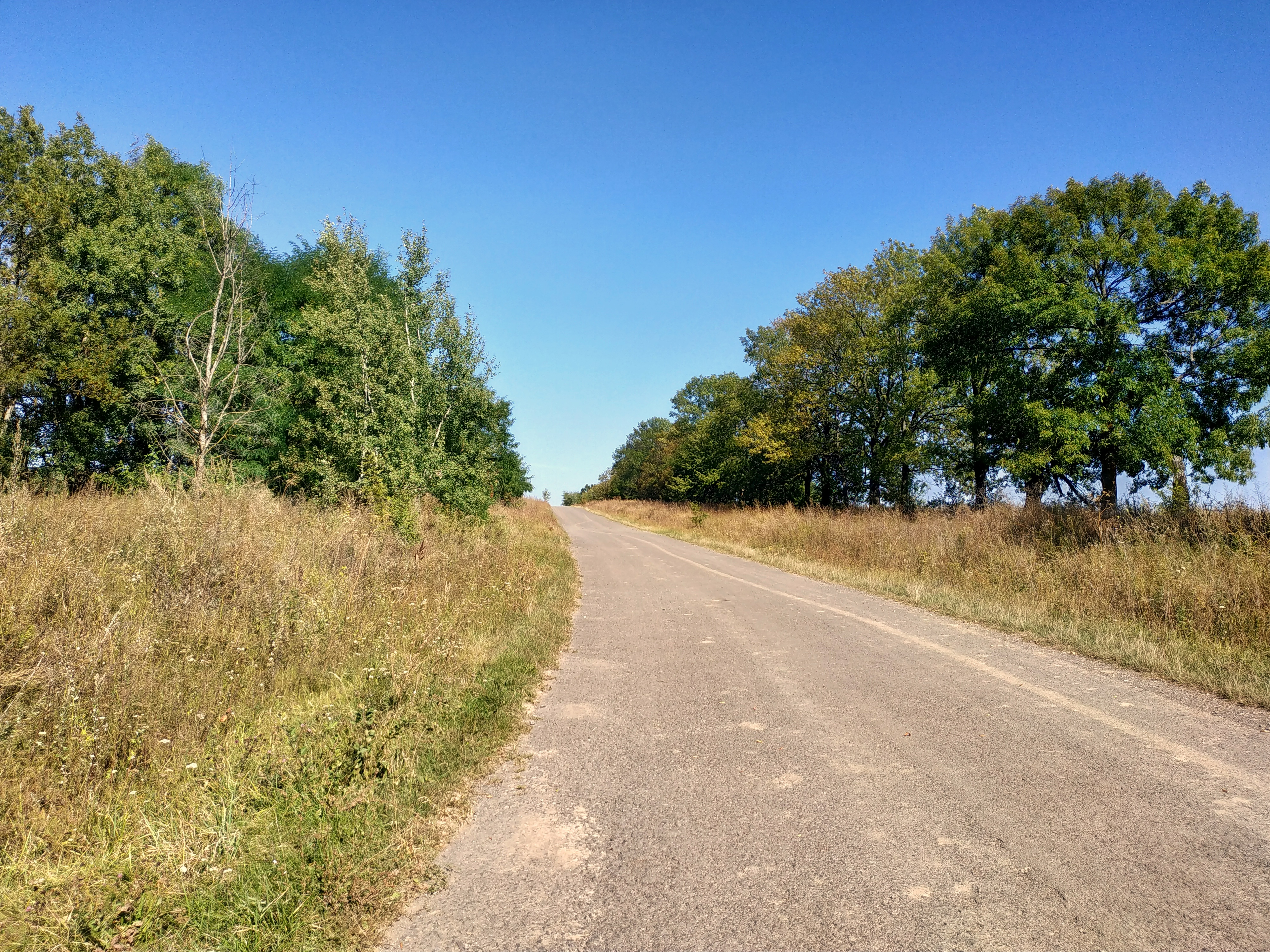
Дорога на село
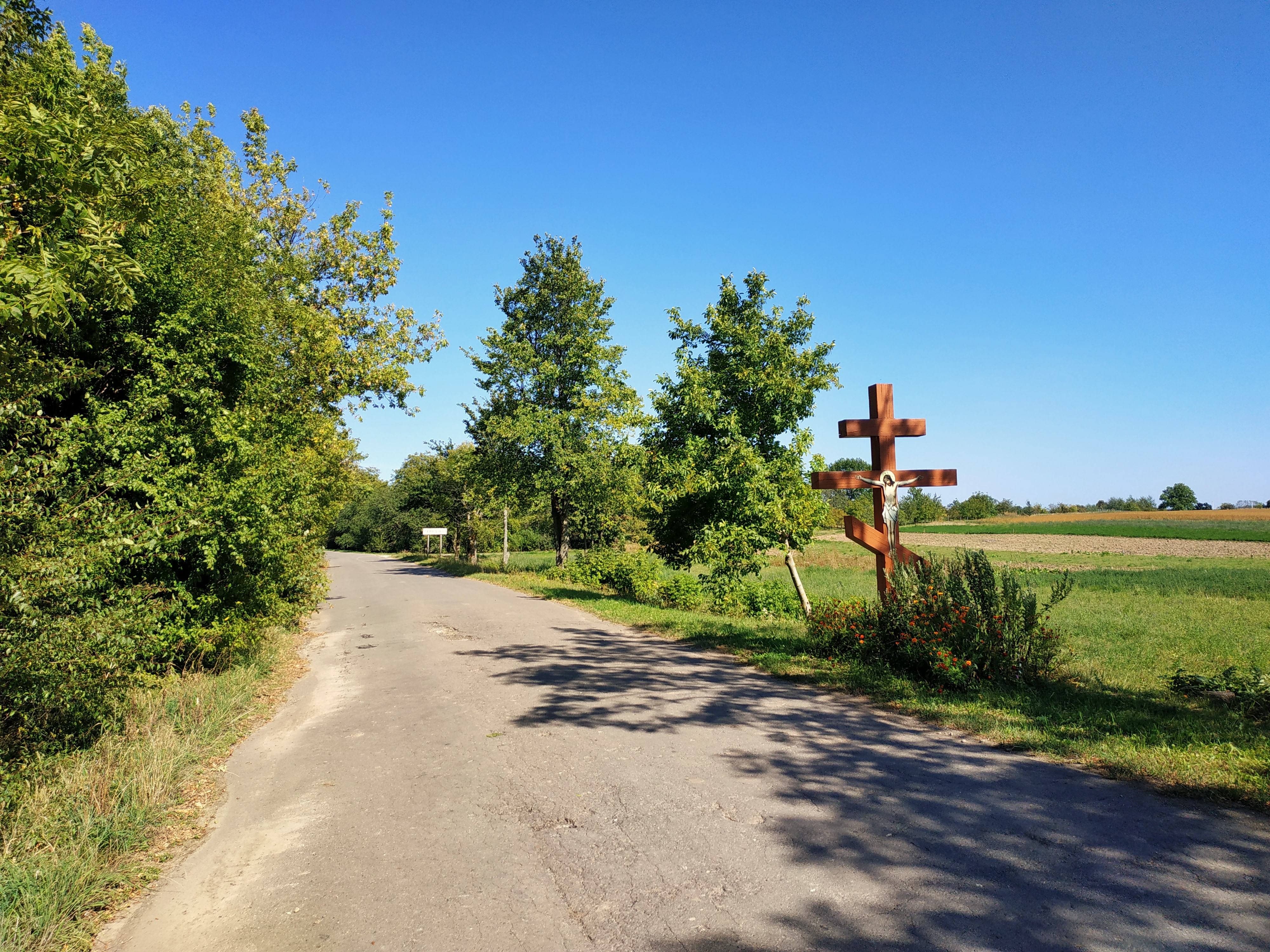
Хрест при в'їзді у село
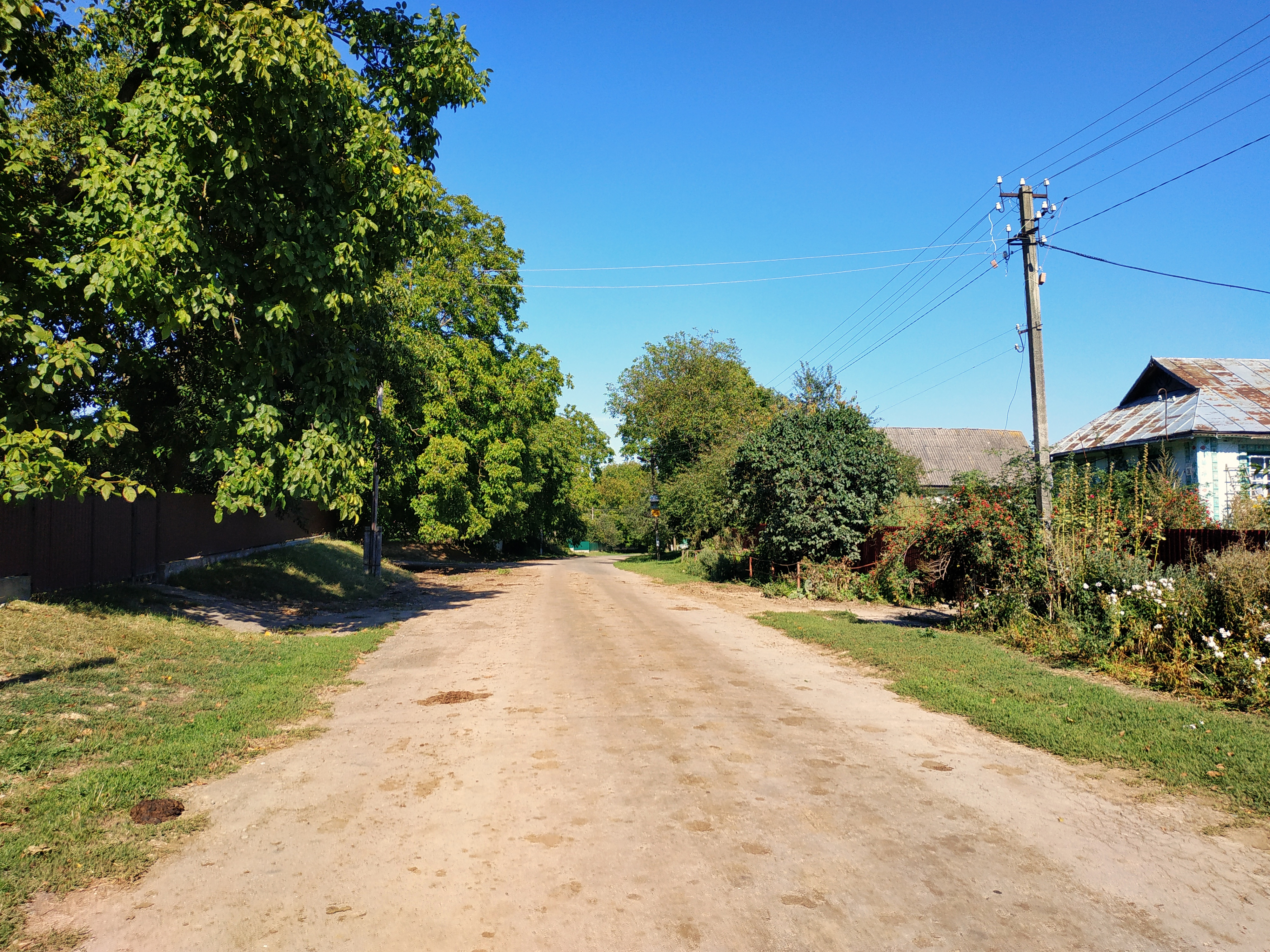
Вулиця Центральна
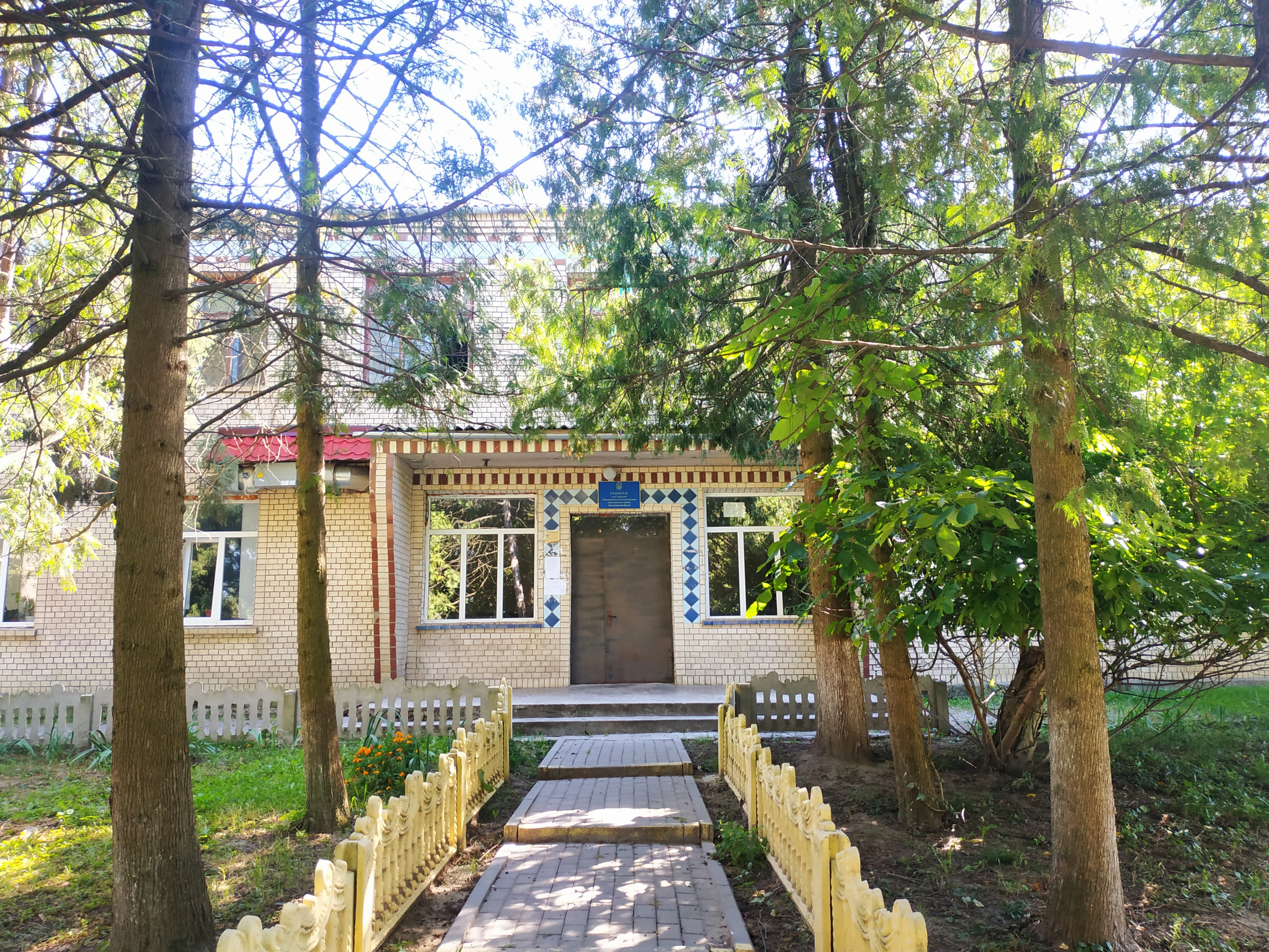
Старостат
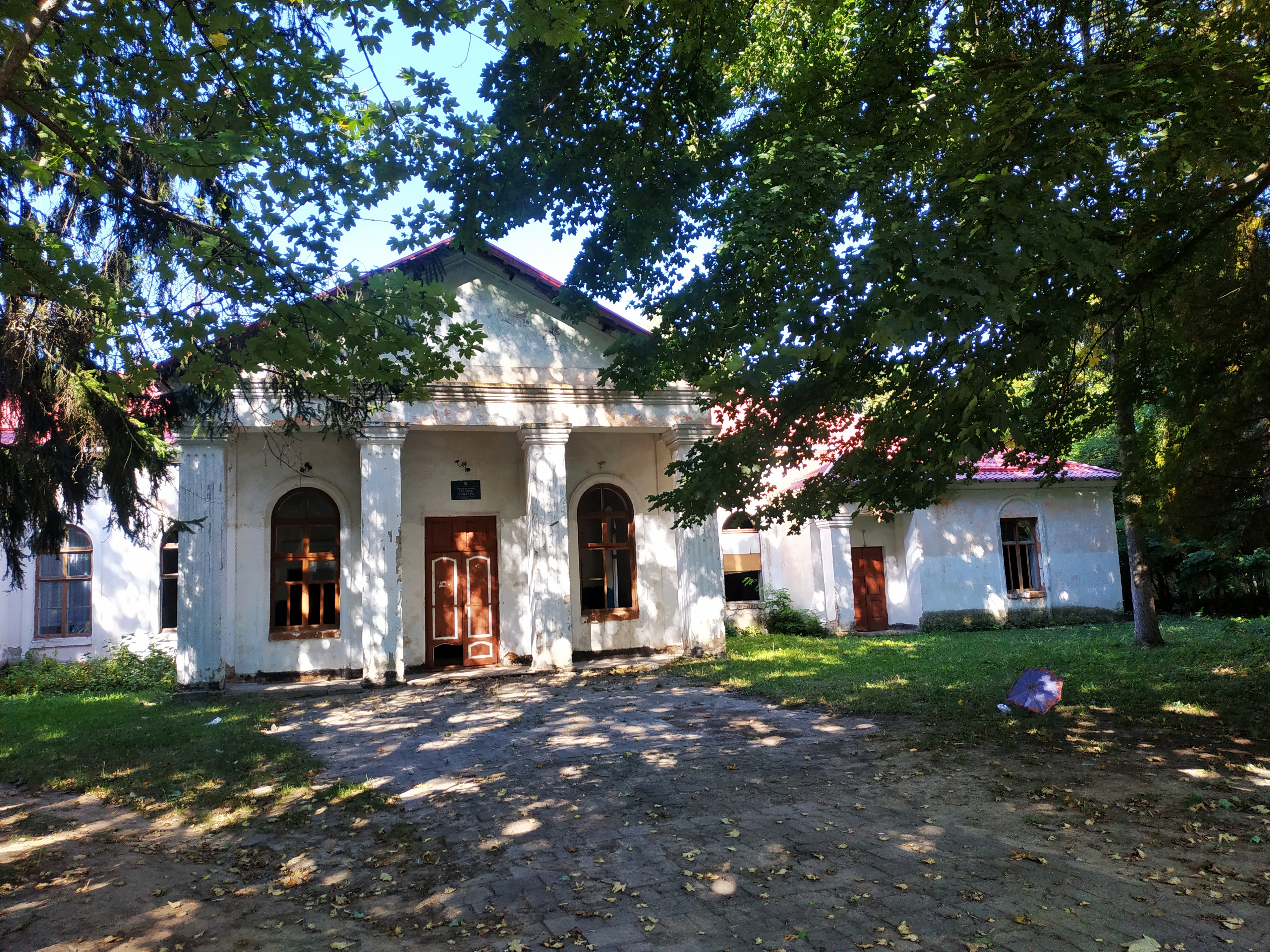
Будинок культури
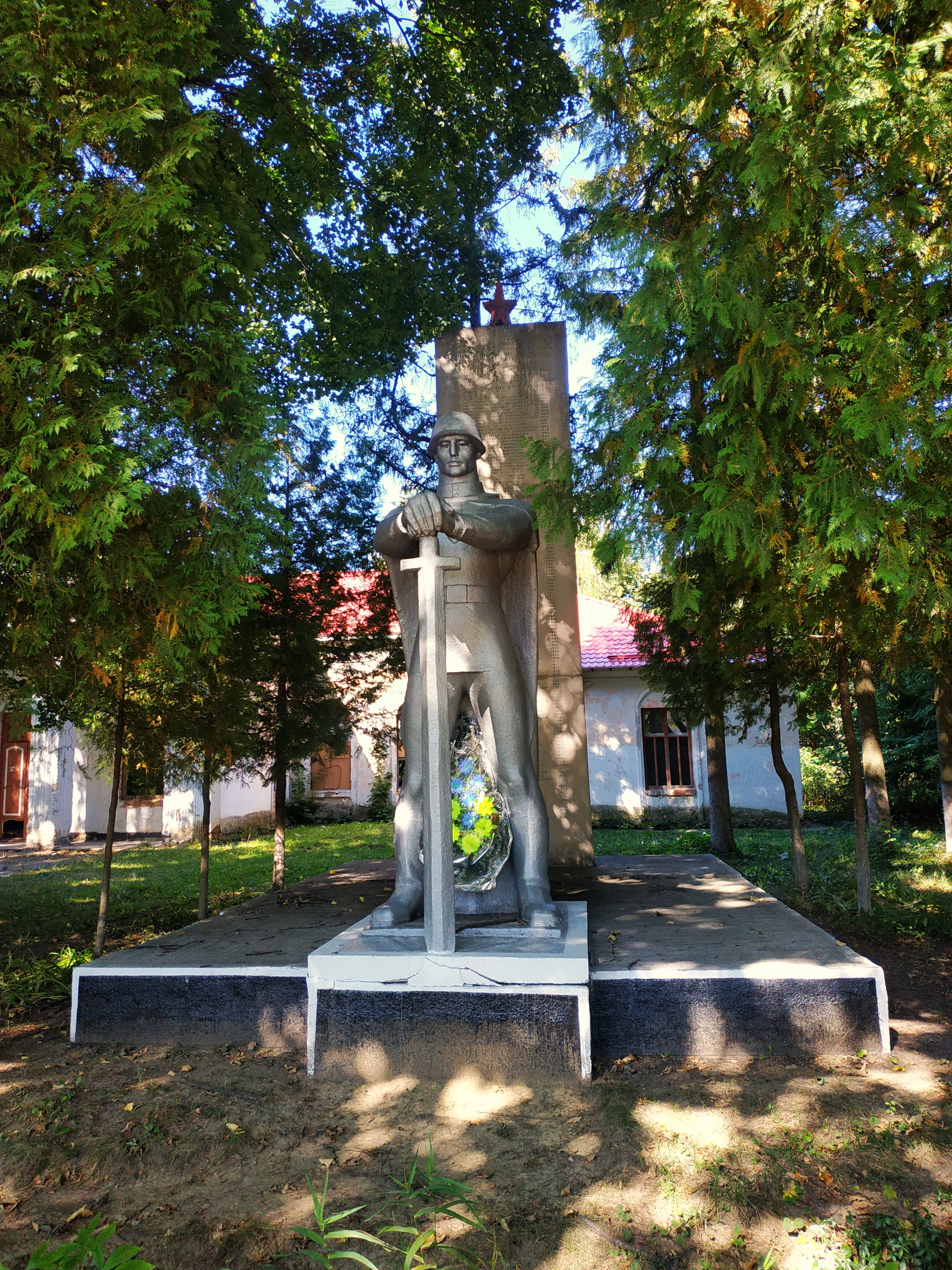
Пам'ятник на честь воїнів-односельчан
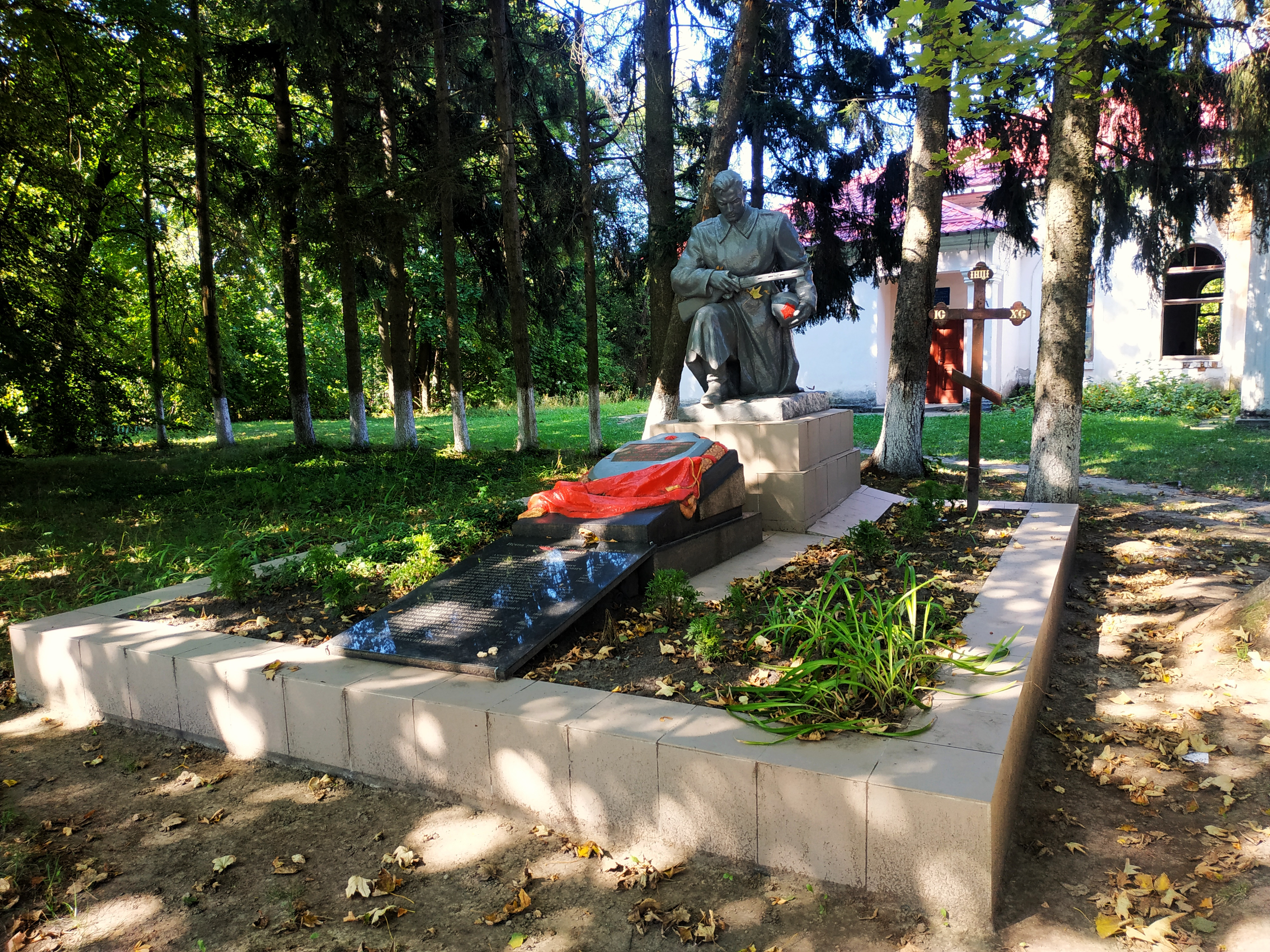
Братська могила радянських воїнів
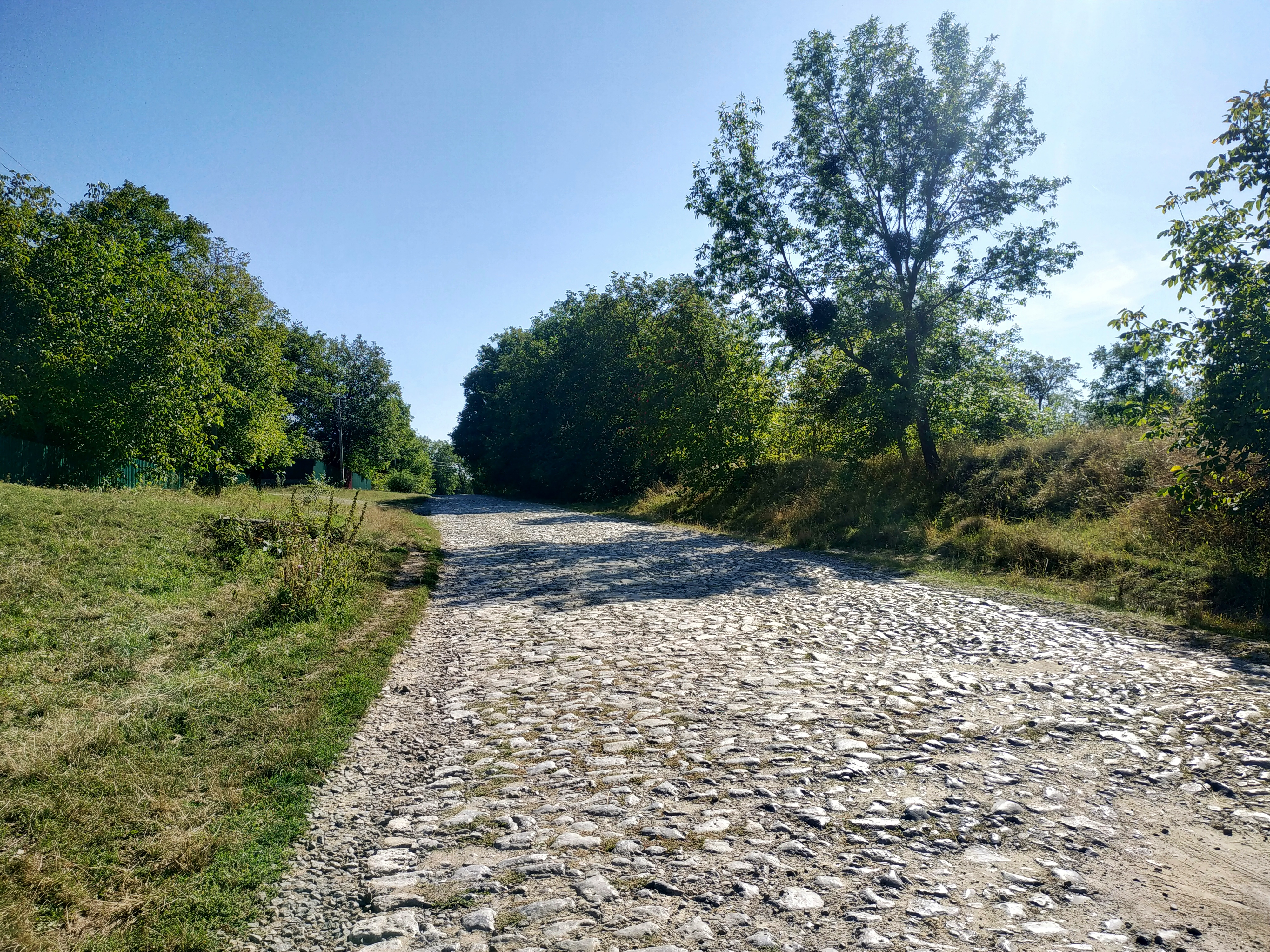
Бруківка на вулиці Центральній
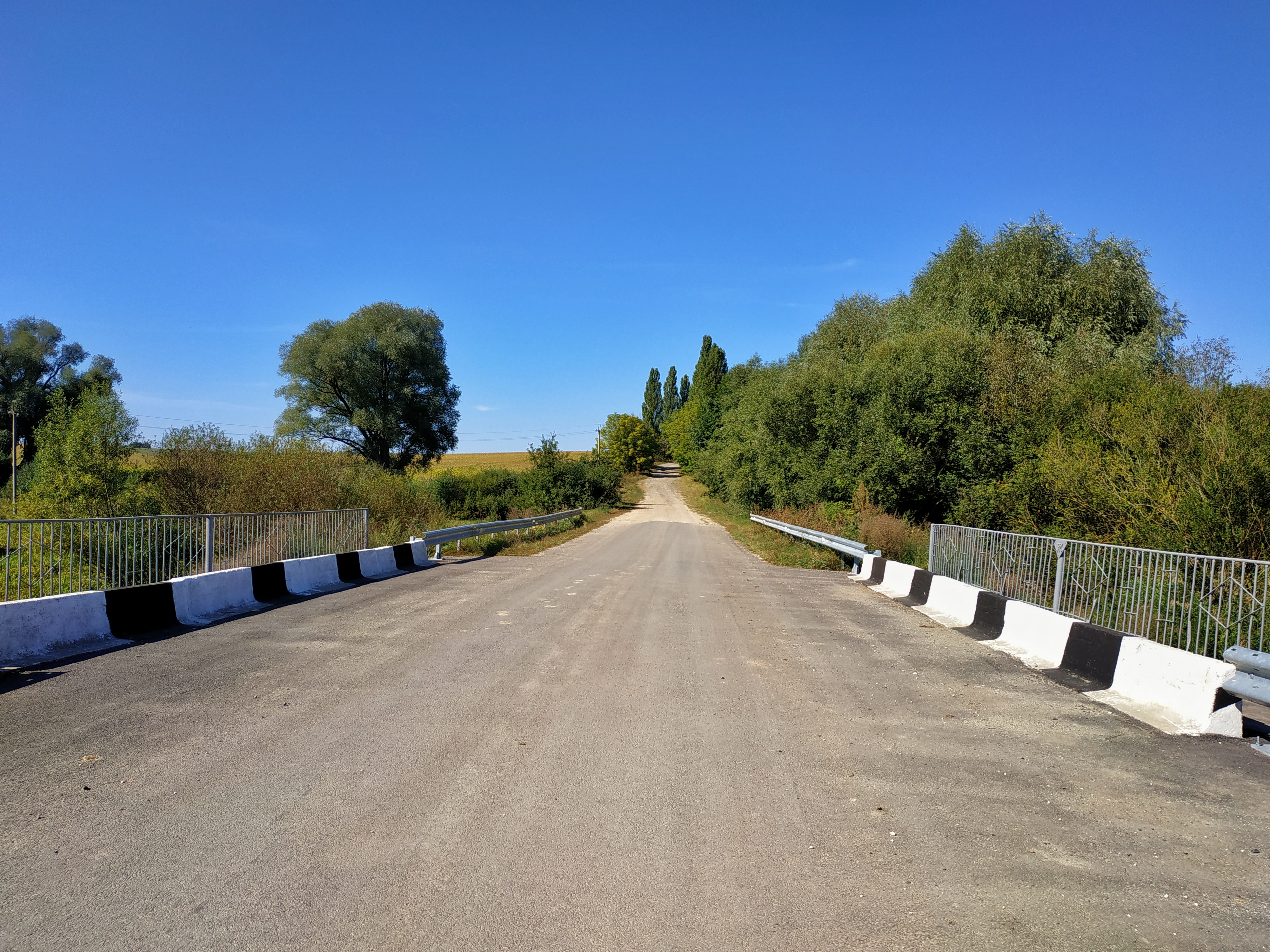
Міст через річку Гнилу
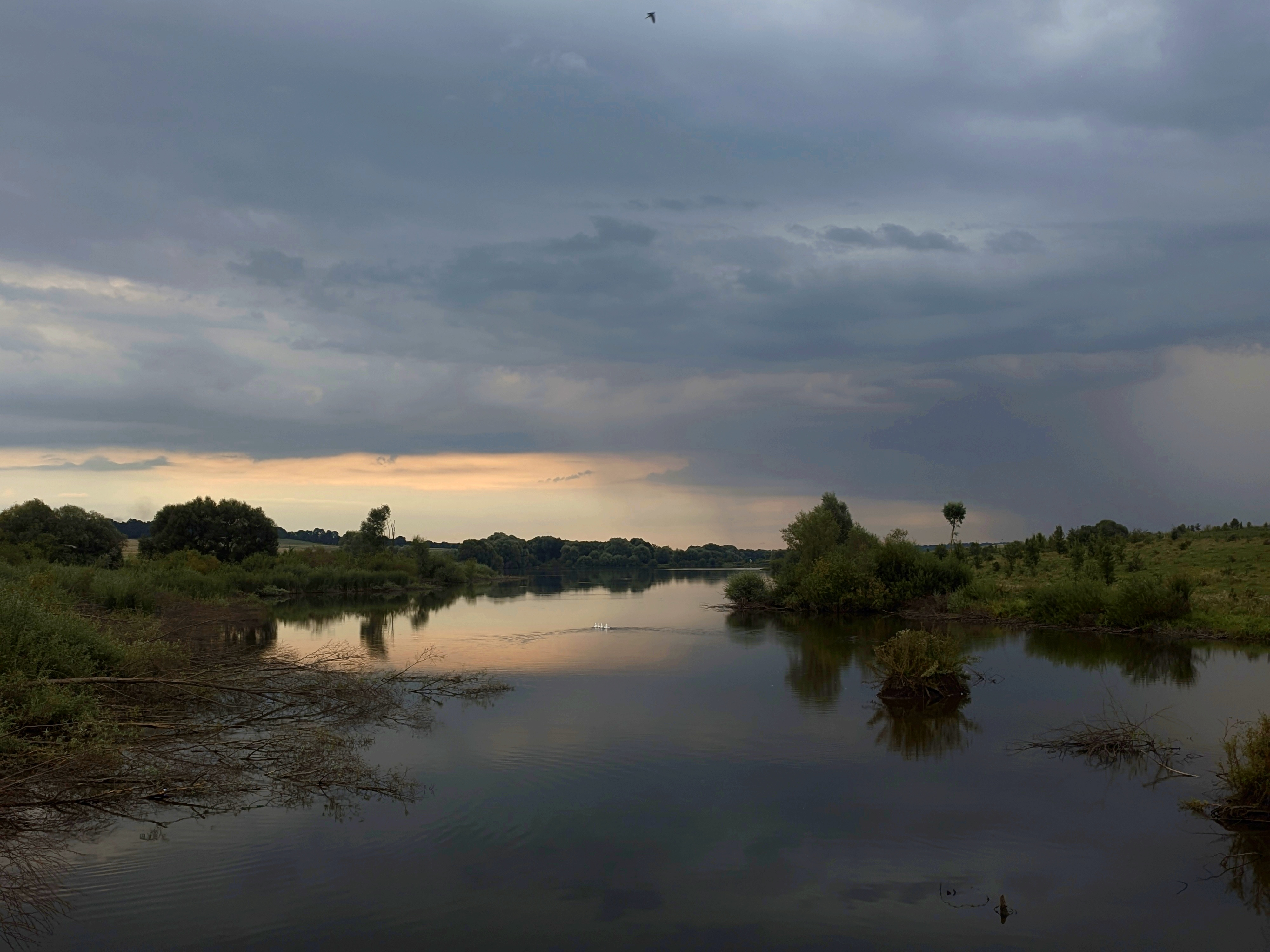
Ставок на р. Гнила на північ від села
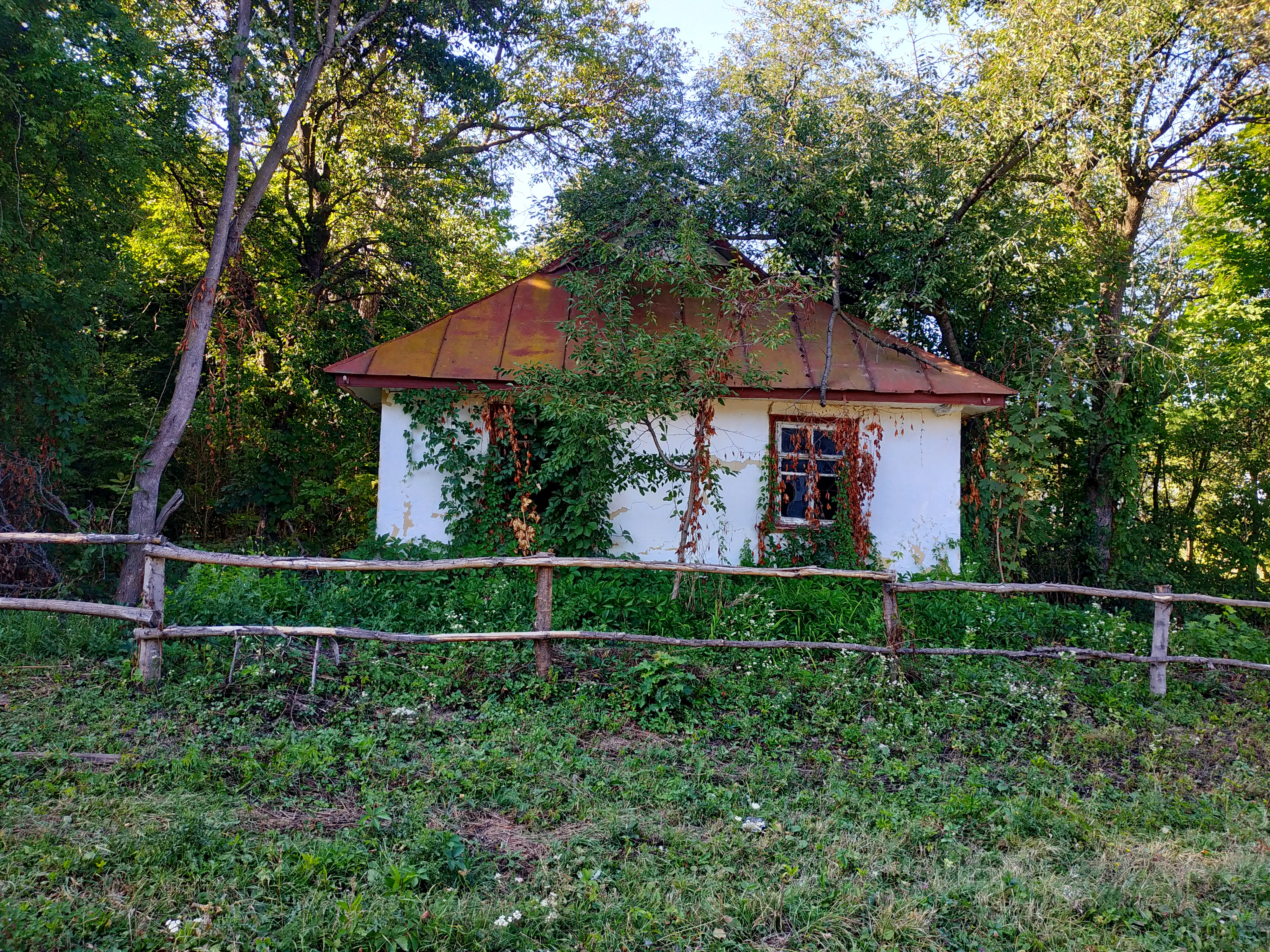
Покинутий будинок
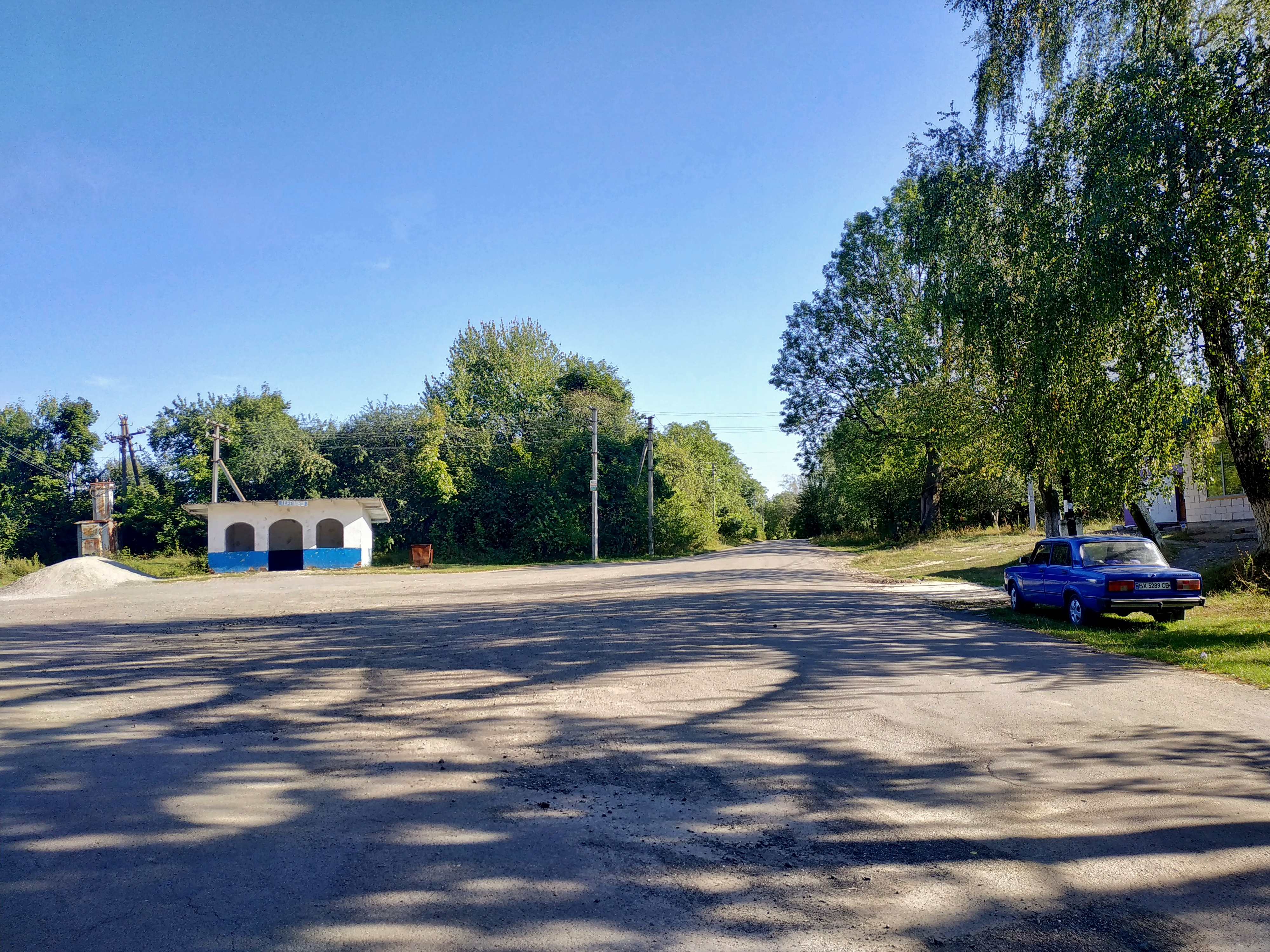
Центр села
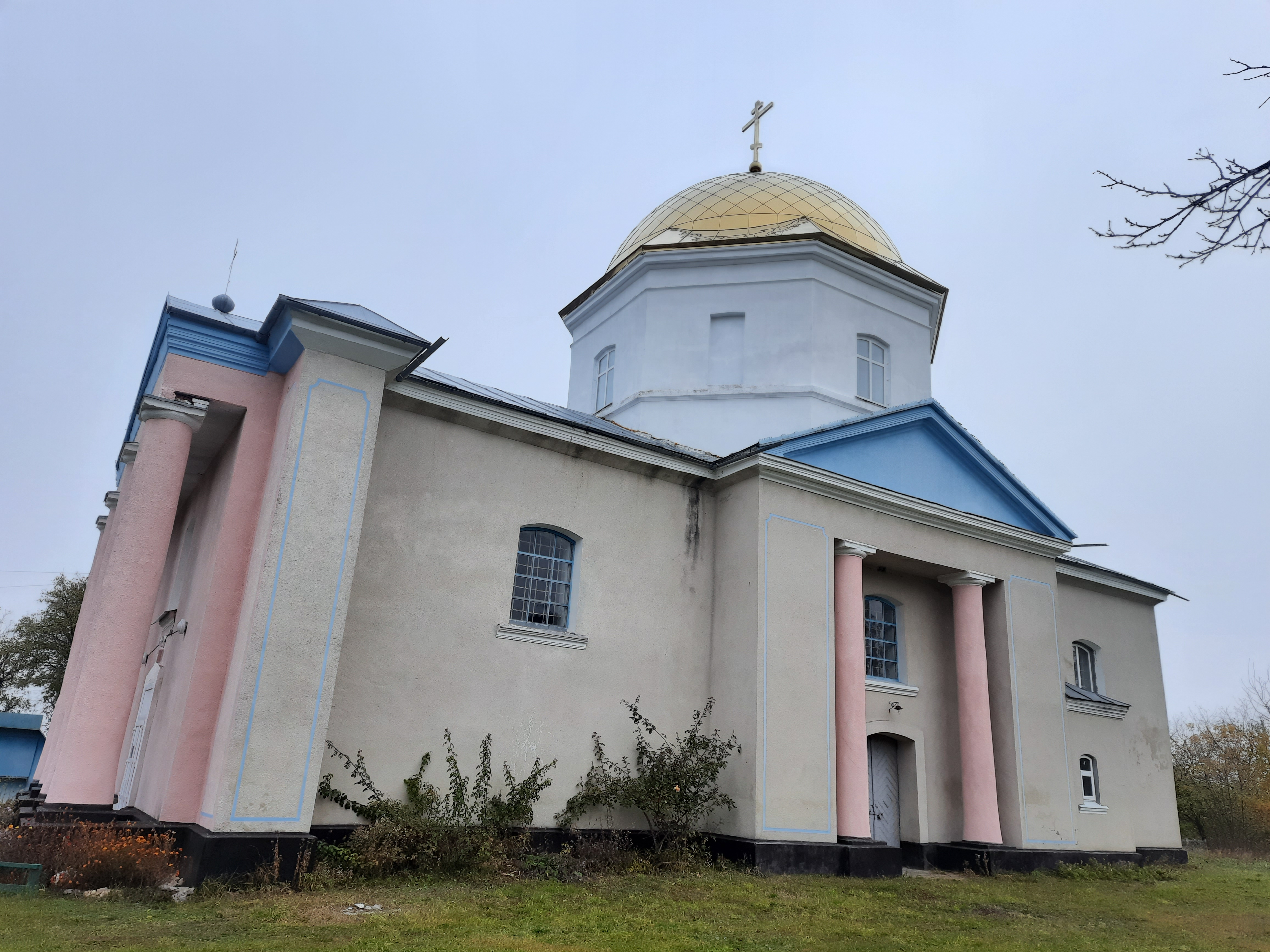
Михайлівська церква